# The Sunday People
The Sunday People, fondé le 16 octobre 1881 et publié sous le titre The People pendant plus d'un siècle, est un journal britannique au format tabloïd paraissant chaque dimanche.
Après 80 années d'indépendance, l'hebdomadaire est acquis par le Mirror group en 1961.
Il est possédé par le groupe Reach plc (anciennement dénommé Trinity Mirror ). En juillet 2011, il a atteint un tirage record de 806 544 exemplaires après la fermeture du News of the World.
Le tirage par semaine était de 445 594 exemplaires en novembre 2012.
En 2013, l'hebdomadaire envisagea de modifier son appellation pour News of the People ou en News on Sunday.
En septembre 2019, la marge de la vente des détaillants est diminuée à 20,5%.
La mouture irlandaise vendue à 2,00 € est titrée Irish Sunday People.